# Menhir du Champ de la Pierre et menhir du Champ Horel
Les menhir du Champ de la Pierre et menhir du Champ Horel sont deux menhirs situés sur la commune du Sel-de-Bretagne dans le département français d'Ille-et-Vilaine.

## Historique
Cet ensemble fait l’objet d’un classement au titre des monuments historiques depuis le 7 mai 1945.

## Description
Ces deux menhirs sont distants de 25 mètres :
- au nord-ouest se trouve le plus petit, en quartz, apparemment mutilé, sans forme particulière (2,18 × 1,30 × 1,20 m) ;
- au sud-est se trouve le plus grand, en schiste ferrugineux pourpre, de forme pyramidale quadrangulaire oblique (2,78 × 2,50 × 0,98 m).

## Folklore
La légende des deux sœurs
La légende dit qu'autrefois deux fées survolaient Le Sel de Bretagne en direction de la Roche-aux-Fées à Essé
De leurs tabliers, deux menhirs tombaient majestueusement au Sel de Bretagne, surnommés les deux sœurs, l'une faite de schiste, l'autre de quartz.
Il se dit que lors des soirées d'été, le soir de pleine lune, danser au son de la musique celtique de l'école de musique des Menhirs autour des deux sœurs de pierre, les changeraient en menhirs de granites rouges……
(Le petit +)
Dans le cas où la danse serait effectuée dans son plus simple appareil, des deux sœurs rougissantes, on verrait jaillir une multitude de gerbes d’escarbilles,dansant, virevoltant, illuminant le ciel.
Ainsi dit la légende ……